# Steinerkirchen an der Traun
Steinerkirchen an der Traun är en ort och kommun i Österrike. Den ligger i distriktet Wels-Land i förbundslandet Oberösterreich,  180 kilometer väster om huvudstaden Wien. 
Kommunen består av 22 orter (Ortschaften) (inom parentes invånarantal 1 januari 2024):

- Almegg (81)
- Atzing (86)
- Atzmannsdorf (42)
- Eden (55)
- Frohnhofen (327)
- Gundersdorf (103)
- Hammersedt (63)
- Hummelberg (80)
- Kriegsham (29)
- Linden (147)
- Niederheischbach (146)
- Oberaustall (7)
- Oberheischbach (49)
- Pesenlittring (29)
- Reuharting (59)
- Ritzendorf (47)
- Schnelling (67)
- Steinerkirchen an der Traun (884)
- Stockham (30)
- Sölling (31)
- Taxlberg (3)
- Wollsberg (79)